# Dorothea Arnoldine von Weiler
Dorothea Arnoldine von Weiler (Arnhem, 17 december 1864 - Amsterdam, 14 februari 1956) was een Nederlandse schilderes.

## Leven en werk
Jkvr. von Weiler, lid van de familie Von Weiler, was een dochter van jhr. Arnold Carl von Weiler, heer van Poelwijk (1819-1891), ontvanger van de directe belastingen, en Zwanida Johanna Dorothea Emilia Weerts (1823-1907). Ze trouwde op 49-jarige leeftijd met jhr. Marinus Albert van Andringa de Kempenaer (1849-1914), wijnkoper voor de firma  van Heeckeren en van Pelt. Hij overleed in november 1914, vier maanden na hun huwelijk.
Von Weiler kreeg les van de schilders Théophile de Bock en Hendrik Willebrord Jansen. Ze nam onder andere deel aan de Tentoonstelling voor Vrouwenarbeid in 1898 in Den Haag. Ze schilderde bloemstillevens, landschappen en stadsgezichten. Ze woonde aanvankelijk in Gelderland (Arnhem, Zutphen, Renkum), vanaf 1946 in Amsterdam. Ze was er lid van Arti et Amicitiae.
De schilderes overleed 91-jarige leeftijd, in haar woonplaats Amsterdam.